# Roderen
Ne doit pas être confondu avec Rodern.
Roderen (prononcé [ʁodəʁən]  ; en alémanique Rodre) est une commune française située dans l'aire d'attraction de Mulhouse et faisant partie de la collectivité européenne d'Alsace (circonscription administrative du Haut-Rhin), en région Grand Est.
Cette commune se trouve dans la région historique et culturelle d'Alsace.
Ses habitants sont appelés les Roderenois.

## Géographie

### Situation
Roderen fait partie de l'arrondissement de Thann-Guebwiller. Le village se trouve sur la route de Thann à Masevaux.
| - OpenStreetMap Limite communale. |

C'est une des 188 communes du parc naturel régional des Ballons des Vosges.
| Rammersmatt     | Leimbach   |                |
|                 | Roderen    | Aspach-le-Haut |
| Bourbach-le-Bas | Guewenheim | Michelbach     |

### Géologie
La commune est située sur le bassin houiller stéphanien sous-vosgien.

### Hydrographie

#### Réseau hydrographique
La commune est dans le bassin versant du Rhin au sein du bassin Rhin-Meuse. Elle est drainée par le Michelbach, le Baerenbach,,.

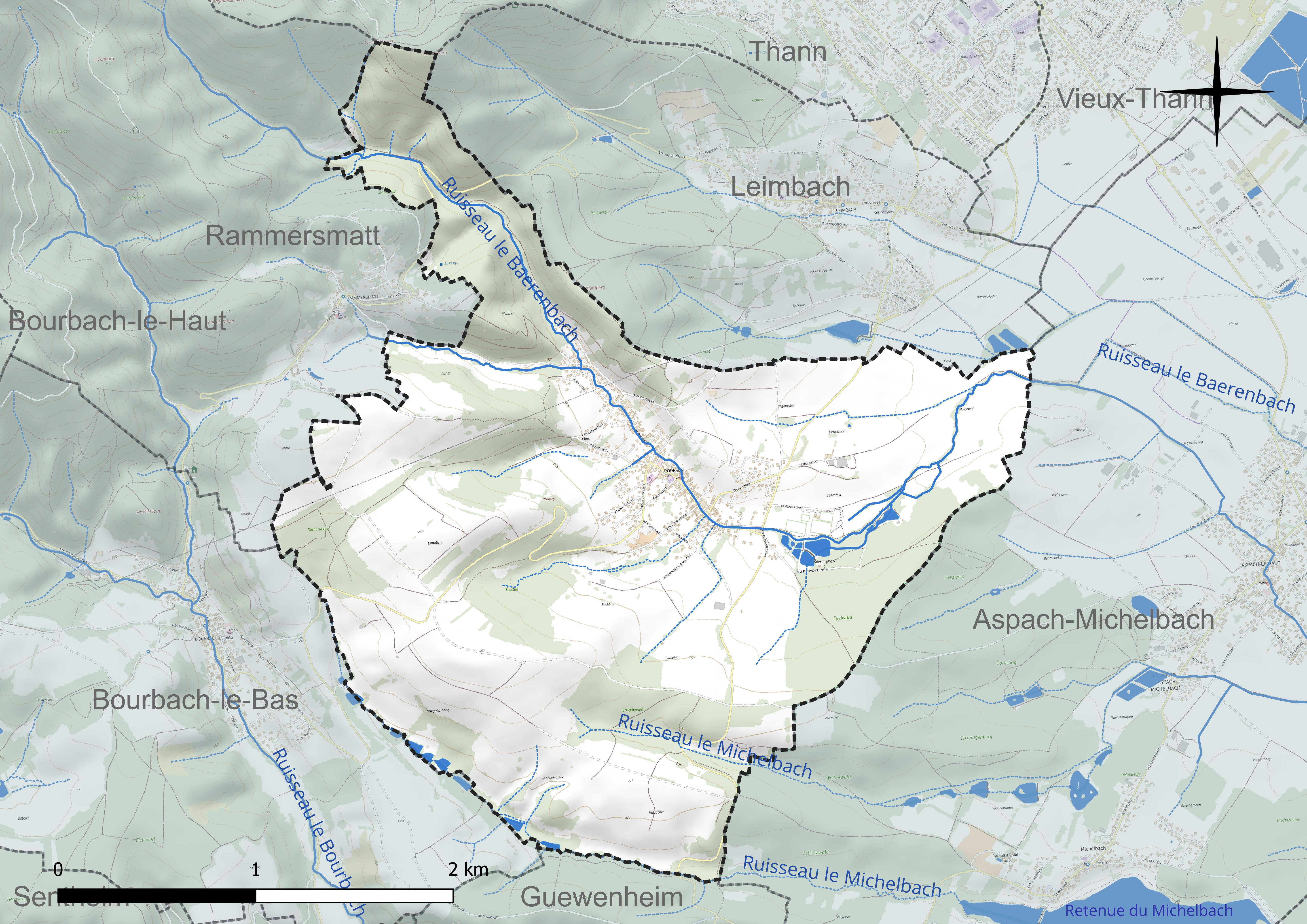
Réseau hydrographique de Roderen.

#### Gestion et qualité des eaux
Le territoire communal est couvert par le schéma d'aménagement et de gestion des eaux (SAGE) « Doller ». Ce document de planification concerne le bassin versant de la Doller dont le territoire s’étend sur 280 km2. Il a été approuvé le 15 janvier 2020. La structure porteuse de l'élaboration et de la mise en œuvre est le syndicat mixte « Rivières de Haute-Alsace ». 
La qualité des cours d’eau peut être consultée sur un site dédié géré par les agences de l’eau et l’Agence française pour la biodiversité. 

### Climat
Pour des articles plus généraux, voir Climat du Grand Est et Climat du Haut-Rhin.
En 2010, le climat de la commune est de type climat de montagne, selon une étude du Centre national de la recherche scientifique s'appuyant sur une série de données couvrant la période 1971-2000. En 2020, Météo-France publie une typologie des climats de la France métropolitaine dans laquelle la commune est exposée à un climat semi-continental et est dans la région climatique  Vosges, caractérisée par une pluviométrie très élevée (1 500 à 2 000 mm/an) en toutes saisons et un hiver rude (moins de 1 °C). 
Pour la période 1971-2000, la température annuelle moyenne est de 9,8 °C, avec une amplitude thermique annuelle de 17,2 °C. Le cumul annuel moyen de précipitations est de 1 043 mm, avec 10,4 jours de précipitations en janvier et 9,9 jours en juillet. Pour la période 1991-2020, la température moyenne annuelle observée sur la station météorologique de Météo-France la plus proche, « Bits.-lès-Thann », sur la commune de Bitschwiller-lès-Thann à 6 km à vol d'oiseau, est de 10,0 °C et le cumul annuel moyen de précipitations est de 1 309,4 mm. 
La température maximale relevée sur cette station est de 38,9 °C, atteinte le 7 août 2015 ; la température minimale est de −19,5 °C, atteinte le 12 janvier 1987,,. 
Les paramètres climatiques de la commune ont été estimés pour le milieu du siècle (2041-2070) selon différents scénarios d'émission de gaz à effet de serre à partir des nouvelles projections climatiques de référence DRIAS-2020. Ils sont consultables sur un site dédié publié par Météo-France en novembre 2022.

## Urbanisme

### Typologie
Au 1er janvier 2024, Roderen est catégorisée petite ville, selon la nouvelle grille communale de densité à sept niveaux définie par l'Insee en 2022.
Elle est située hors unité urbaine. Par ailleurs la commune fait partie de l'aire d'attraction de Mulhouse, dont elle est une commune de la couronne,. Cette aire, qui regroupe 132 communes, est catégorisée dans les aires de 200 000 à moins de 700 000 habitants,.

### Occupation des sols
L'occupation des sols de la commune, telle qu'elle ressort de la base de données européenne d’occupation biophysique des sols Corine Land Cover (CLC), est marquée par l'importance des territoires agricoles (64,9 % en 2018), en diminution par rapport à 1990 (70,7 %). La répartition détaillée en 2018 est la suivante : 
zones agricoles hétérogènes (27,6 %), forêts (25,8 %), terres arables (19,4 %), prairies (17,9 %), zones urbanisées (9,3 %). L'évolution de l’occupation des sols de la commune et de ses infrastructures peut être observée sur les différentes représentations cartographiques du territoire : la carte de Cassini (XVIIIe siècle), la carte d'état-major (1820-1866) et les cartes ou photos aériennes de l'IGN pour la période actuelle (1950 à aujourd'hui).

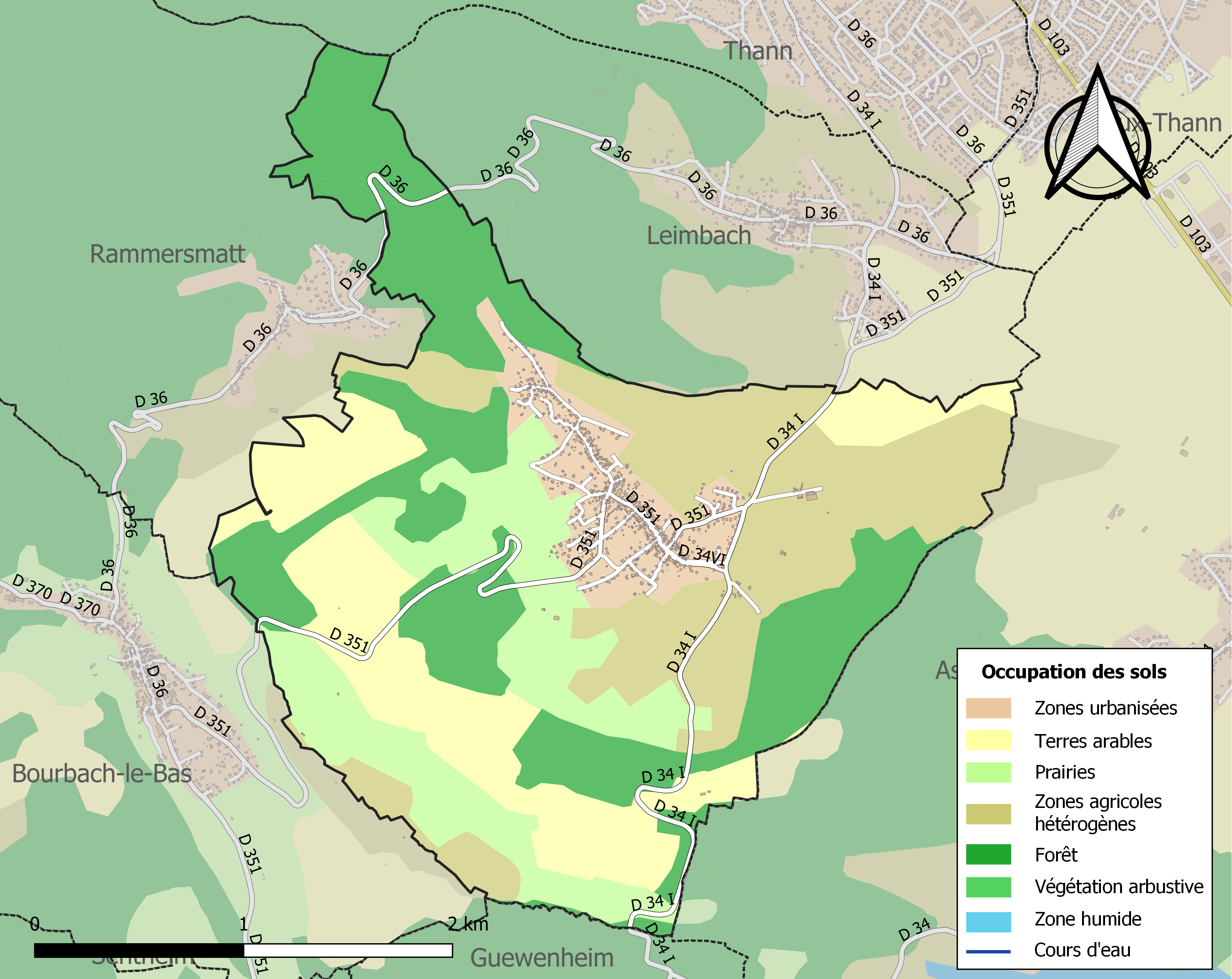
Carte des infrastructures et de l'occupation des sols de la commune en 2018 (CLC).

## Histoire
Village mentionné pour la 1re fois en 1090.
La commune a été décorée le 17 mars 1922 de la croix de guerre 1914-1918.

### Héraldique
| Blason de Roderen | Les armes de Roderen se blasonnent ainsi : « De sable au clocher d'argent accosté de deux étoiles à cinq rais d'or. » |

## Politique et administration

### Budget et fiscalité 2014

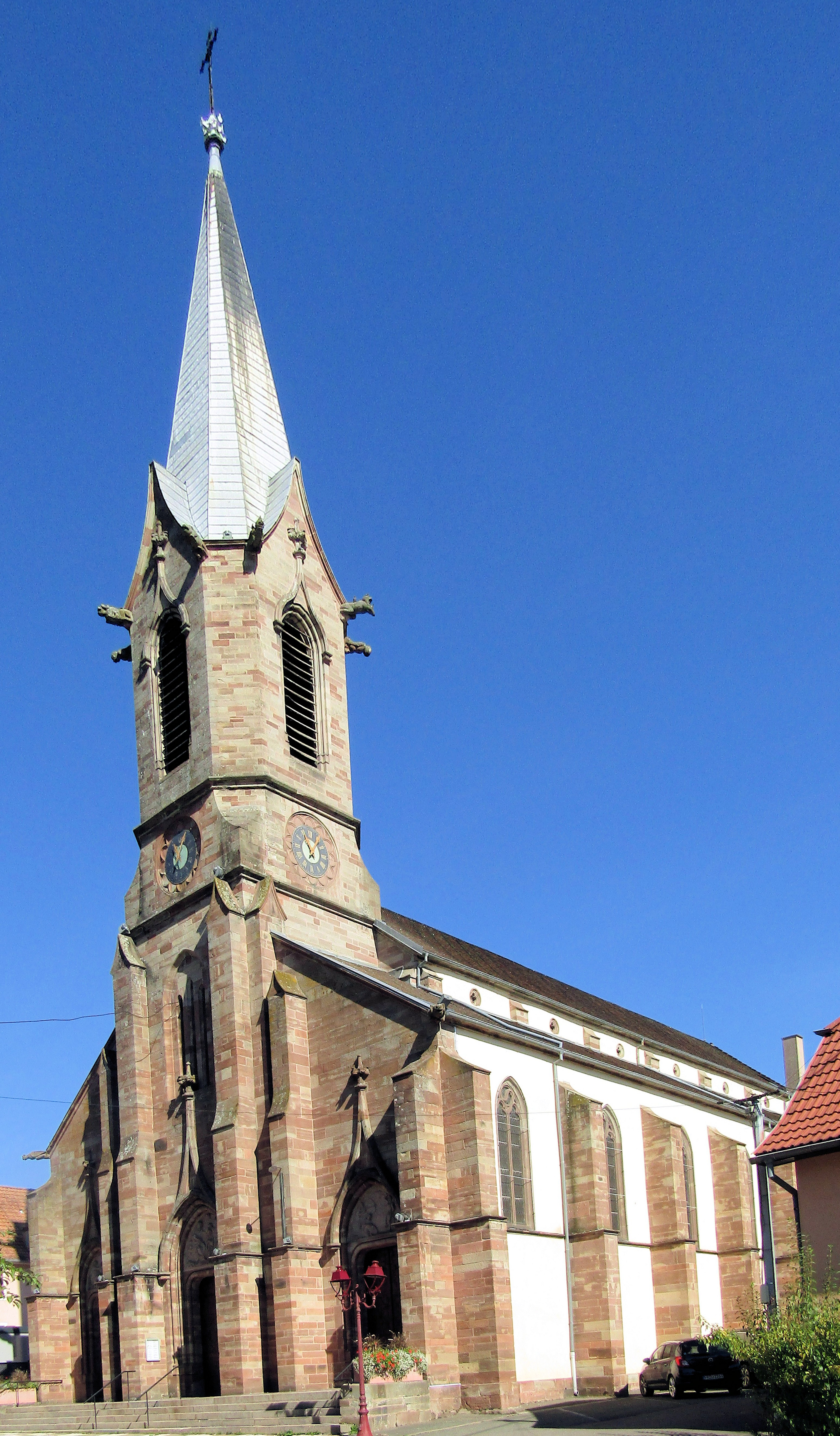
L'église Saint-Laurent.

En 2014, le budget de la commune était constitué ainsi :
- total des produits de fonctionnement : 432 000 €, soit 471 € par habitant ;
- total des charges de fonctionnement : 378 000 €, soit 412 € par habitant ;
- total des ressources d'investissement : 264 000 €, soit 288 € par habitant ;
- total des emplois d'investissement : 288 000 €, soit 314 € par habitant ;
- endettement : 208 000 €, soit 226 € par habitant.

Avec les taux de fiscalité suivants :
- taxe d'habitation : 9,47 % ;
- taxe foncière sur les propriétés bâties : 9,10 % ;
- taxe foncière sur les propriétés non bâties : 51,54 % ;
- taxe additionnelle à la taxe foncière sur les propriétés non bâties : 0,00 % ;
- cotisation foncière des entreprises : 0,00 %.

### Liste des maires
| Période                                  | Période                   | Identité                                           | Étiquette | Qualité                                       |
| ---------------------------------------- | ------------------------- | -------------------------------------------------- | --------- | --------------------------------------------- |
| Les données manquantes sont à compléter. |                           |                                                    |           |                                               |
| avant 1945                               | ?                         | Grégoire Tschirhart (1890-1945)                    |           | Victime civile de la Deuxième guerre mondiale |
|                                          |                           |                                                    |           |                                               |
| juin 1995                                | mars 2014                 | Antoine Fabian                                     |           |                                               |
| mars 2014                                | En cours (au 27 mai 2020) | Christophe Kippelen Réélu pour le mandat 2020-2026 |           | Cadre                                         |

## Population et société

### Démographie
L'évolution du nombre d'habitants est connue à travers les recensements de la population effectués dans la commune depuis 1793. Pour les communes de moins de 10 000 habitants, une enquête de recensement portant sur toute la population est réalisée tous les cinq ans, les populations de référence des années intermédiaires étant quant à elles estimées par interpolation ou extrapolation. Pour la commune, le premier recensement exhaustif entrant dans le cadre du nouveau dispositif a été réalisé en 2005.

En 2022, la commune comptait 906 habitants, en évolution de +1,46 % par rapport à 2016 (Haut-Rhin : +0,66 %, France hors Mayotte : +2,11 %).
| 1793 | 1800 | 1806 | 1821 | 1831  | 1836 | 1841 | 1846  | 1851  |
| ---- | ---- | ---- | ---- | ----- | ---- | ---- | ----- | ----- |
| 735  | 793  | 786  | 872  | 1 052 | 975  | 951  | 1 020 | 1 084 |

| 1856  | 1861  | 1866  | 1871  | 1875 | 1880  | 1885  | 1890 | 1895 |
| ----- | ----- | ----- | ----- | ---- | ----- | ----- | ---- | ---- |
| 1 029 | 1 019 | 1 071 | 1 027 | 996  | 1 031 | 1 039 | 994  | 965  |

| 1900 | 1905 | 1910 | 1921 | 1926 | 1931 | 1936 | 1946 | 1954 |
| ---- | ---- | ---- | ---- | ---- | ---- | ---- | ---- | ---- |
| 950  | 900  | 898  | 802  | 788  | 730  | 690  | 672  | 644  |

| 1962 | 1968 | 1975 | 1982 | 1990 | 1999 | 2005 | 2006 | 2010 |
| ---- | ---- | ---- | ---- | ---- | ---- | ---- | ---- | ---- |
| 657  | 644  | 682  | 769  | 817  | 863  | 860  | 864  | 895  |

| 2015 | 2020 | 2022 | - | - | - | - | - | - |
| ---- | ---- | ---- | - | - | - | - | - | - |
| 894  | 910  | 906  | - | - | - | - | - | - |

### Personnalités liées à la commune
- Albert Borrel, sous-lieutenant artilleur durant la Première Guerre mondiale, fut tué sur le ban de Roderen lors d'un combat aérien, le 19 janvier 1918[27].
- Kiffin Rockwell, pilote américain pendant la Première Guerre mondiale, y est tué lors d'un combat aérien le 23 septembre 1916.

## Lieux et monuments
- Église Saint-Laurent[28],[29], sa cloche de 1383[30],[31]  et son orgue de 1876[32],[33].
- Monuments commémoratifs[34].
- Chapelle Maria Auf Dem Rain, chapelle Notre-Dame-de-Lorette[35],[36],[37].
- Ossuaire[38].
- Croix de cimetière[39].